# Flores (Indonésia)
Flores é uma ilha da Insulíndia. Faz parte das Pequenas Ilhas de Sonda, um arco insular com uma área estimada de 14.300 km² estendendo-se para leste da ilha Java na Indonésia. Flores, com 13540 km2, está localizada a leste de Sumbawa e Komodo, e a oeste de Lomblen (ou Lembata) e do Arquipélago de Alor. A sudeste fica Timor. A sul, além do Estreito de Sumba, fica Sumba e a norte, para lá do Mar das Flores, fica Celebes (ou Sulawesi).
Foi possessão portuguesa desde o século XVI até o século XIX, tendo sido cedida aos neerlandeses em 1856 juntamente com as restantes ilhas de Sonda.
Em 1851, o novo governador de Timor, Solor e Flores, José Joaquim Lopes Lima, com uma administração pobre, aceitou vender as Flores e as ilhas próximas por 200 mil florins (antiga moeda neerlandesa), sem consultar Lisboa, tendo sido demitido por isso, mas a decisão foi irrevogável.

## Administração
Flores faz parte da província Indonésia de Sonda Oriental. A ilha está dividida nos seguintes cinco distritos, de oeste para este: Manggarai, Ngada, Ende, Sica e Flores Timur.

## Geografia

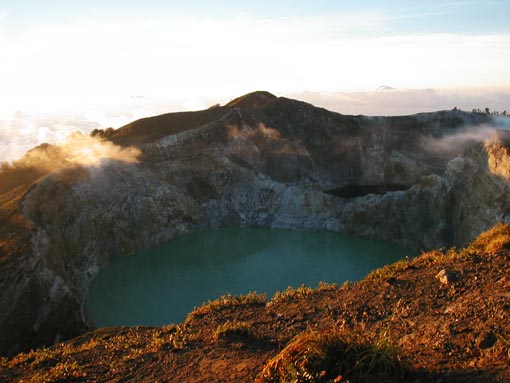
Kelimutu, Flores

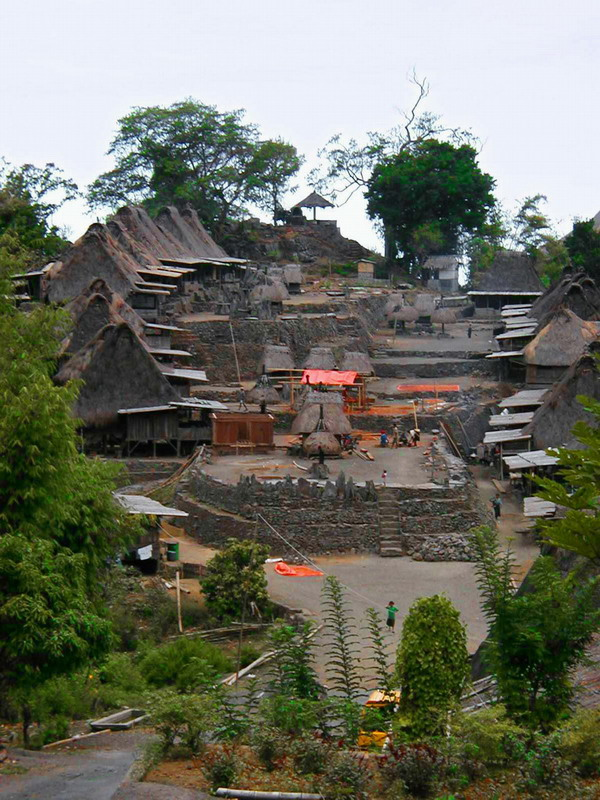
Vila de Bena, em Flores

Flores tem vários vulcões, tanto activos como dormentes, destacando-se Egon, Ilimuda, Lereboleng e Lewotobi. O seu ponto mais alto é o Poco Mandasawu, com 2370 metros de altitude.

## Flora e fauna
A costa ocidental da ilha é um dos poucos lugares do mundo, para lá da ilha de Komodo, onde vive o dragão-de-komodo em estado selvagem. Outro animal endémico é o rato-gigante-de-flores. No passado, a ilha teria abrigado cegonhas cuja altura equivaleria à de um homem adulto.
Em Setembro de 2003 foram descobertos esqueletos fósseis de uma espécie de hominídeo, previamente desconhecida, na gruta Liang Bua na parte ocidental da ilha. O Homo floresiensis, também conhecido pelo nome carinhoso de hobbit, aparenta ser uma versão pequena do Homo erectus com aproximadamente um metro de altura.

## Cultura

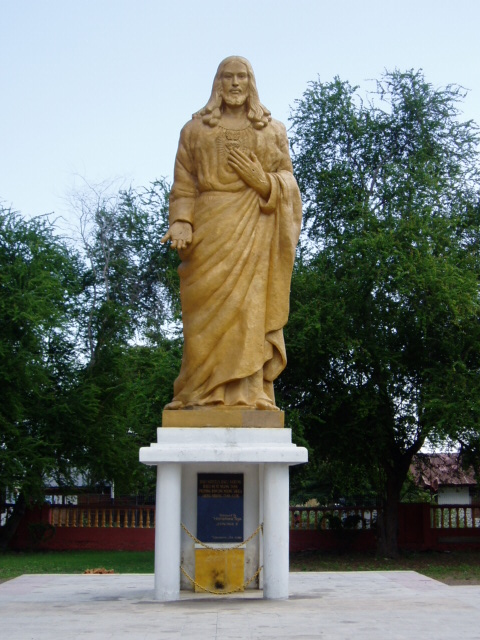
Estátua de Jesus em Maumere, Flores

Em Flores falam-se diversas línguas, todas elas da família das línguas austronésias. No centro da ilha, nos distritos de Ngada e Ende, encontra-se aquilo que é conhecido como a cadeia de dialetos do centro de Flores (do inglês Central Flores Dialect Chain ou Central Flores Linkage). Dentro desta área existem pequenas diferenças linguísticas em quase todas as localidades. São identificáveis pelo menos seis línguas diferentes. Estas são, de oeste para este: Ngadha, Nage, Keo, Ende, Lio e Palu'e, que é falada na ilha do mesmo nome ao largo da costa norte de Flores. Seria possível adicionar a esta lista ainda o So'a e o Bajawa, embora os antropólogos os considerem dialectos da língua Ngadha.
Os comerciantes e missionários portugueses estabeleceram-se nesta ilha no século XVI, principalmente nas regiões de Larantuca e Sica. A sua influência é ainda hoje discernível no falar e na cultura de Sica.

## Religião
A população de Flores é católica na sua quase totalidade, consequência de em Larantuca ter sido fundada uma das primeiras missões abertas pelos dominicanos portugueses, em finais do século XVI.
Todos os anos é celebrada a Semana Santa, que mantém a terminologia portuguesa e muitos dos costumes específicos da celebração desta cerimónia em Portugal. Grande parte da população católica sabe ainda hoje rezar em português antigo, apesar de o falar correcto da língua portuguesa já se ter perdido na região. Muitas destas tradições são mantidas pela Confraria de Nossa Senhora do Rosário que ao longo de quatro séculos persiste, continuando a chamar-se Confreria Reinha Rosari.
O Mama Muji ("Louvor de Mãe"), iniciado no século XVIII, é um grupo de 125 mulheres casadas que reza em português obrigatoriamente durante a Semana Santa, mas todos os sábados cerca de 80 elementos do grupo e outras pessoas que não fazem parte do mesmo deslocam-se à "Gereja Tuan Ma" ou Capela da Senhora Mãe para rezar o rosário na língua de Camões.
Na Indonésia 89% dos cerca de 250 milhões de habitantes são muçulmanos. A ilha das Flores entre os cerca de um milhão de habitantes, 85% são católicos.

## Turismo
A mais famosa atracção turística em Flores é o vulcão Kelimutu no distrito de Ende: na suas crateras encontram-se três lagos coloridos que mudam de cor regularmente. No final de 2004 apresentavam as cores turquesa, castanho e negro.
A prática de mergulho é habitualmente recomendada em diversos locais ao longo da costa norte de Flores, especialmente em Maumere e Riung. É de assinalar, no entanto, que os recifes correm sério risco de destruição devido à pesca com explosivos praticada por alguns pescadores locais.